# قاری رحمت‌الله
قاری رحمت‌الله (زاده: ۱۳۳۶ ولسوالی خان آباد، ولایت قندوز) سیاست‌مدار افغانستانی و نماینده مردم قندوز در دوره پانزدهم مجلس نمایندگان افغانستان است.

## زندگی‌نامه
قاری رحمت‌الله متولد ۱۳۳۶ از ولسوالی خان آباد ولایت قندوز افغانستان است. وی دارای تحصیلات تا مقطع صنف چهارم لیسه/دبیرستان عالی تخارستان است.

## دیگر فعالیت‌ها
- والی قندوز.[۱]
- رئیس کارخانه سپین زر.[۱]
- رئیس شرکت شیرخان بدر.[۱]
- نماینده ولایت قندوز